# Mannus Franken
Mannus Franken (Deventer, 2 febbraio 1899 – Lochem, 1º agosto 1953) è stato un regista e sceneggiatore olandese, ricordato sia per il suo contributo al genere documentario assieme a Joris Ivens, sia per aver dato un significativo impulso allo sviluppo del cinema indonesiano.
Iniziò però come scrittore, prima di lavorare con Joris Ivens nella produzione di due documentari. Nel 1934 fu chiamato quindi nelle Indie orientali olandesi da Albert Balink per aiutarlo con la produzione di Pareh - Il canto della risaia  (1936). Franken rimase nelle Indie fino a prima della seconda guerra mondiale, realizzando principalmente cinegiornali. Nel 1949 tornò nei Paesi Bassi e continuò questa professione e realizzò un altro lungometraggio prima della sua morte.

## Biografia
Franken nacque il 2 febbraio 1899 a Deventer, nei Paesi Bassi. Da giovane lavorò come sceneggiatore e regista prima di trasferirsi a Parigi nel 1925; Qui ideò alcuni film sperimentali e nel 1928 diresse lo spettacolo teatrale D 16 Mensch en Machine, basato sul racconto Donogoo Tonka di Jules Romains, e il corto Jardin du Luxembourg.
L'anno dopo, collaborando con Joris Ivens, diresse i cortometraggi Pioggia (Regen) e Branding. Nei primi anni trenta diresse numerosi film e divenne membro del Filmliga, un club cinematografico olandese (1927–1933) fondato da Menno ter Braak e Henrik Scholte, e come presidente dell'dell'Associazione per l'Educazione e lo Sviluppo delle Opere Cinematografiche; con l'Amsterdam Liga amministrò inoltre il De Uitkijk Theatre.

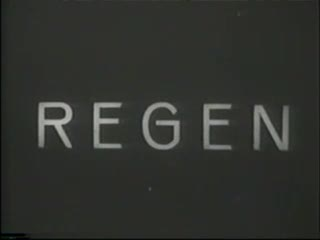
Titoli di testa di Pioggia

Nel frattempo, il giornalista e cineasta indo-olandese Albert Balink, con i fratelli cinesi etnici Wong, aveva fondato la casa di produzione Java Pacific Film nelle colonie e voleva produrre una pellicola che avesse la miglior qualità artistica e tecnica possibile. E così decise di chiamare Franken per aiutarlo a fare Pareh (1936), un film etnografico considerato il capostipite del genere "Indonesia Indah". Costui svolse il ruolo di direttore della fotografia, collaborò alla sceneggiatura e, per una maggiore redditività commerciale, il suo nome capeggiò sopra tutti gli altri nelle pubblicità. Tuttavia, l'opera si rivelò un flop e mandò in bancarotta i suoi produttori, compreso Franken.
Durante la lavorazione di Pareh lavorò anche con l'Algemeen Nederlandsch Indisch Filmsyndicaat (o ANIF, il sindacato cinematografico delle Indie orientali) di proprietà di Balink, e diresse dei cinegiornali. Alla luce di ciò, non si escluderebbe un suo coinvolgimento in Terang Boelan, il secondo film di Balink: da una parte alcuni, come lo storico del cinema indonesiano Misbach Yusa Biran, sostengono che egli non vi prese parte in quanto la pellicola implicava un lavoro meno etnografico, mentre altri, come lo studioso statunitense Karl G Heider, riportano che egli addirittura la co-diresse. Nel 1938 realizzò invece il semi-documentario Tanah Sabrang, basato sugli scritti di Adrian Jonkers e che promuoveva i moti migratori da Giava a Sumatra. Quando scoppiò la seconda guerra mondiale, era già nei Paesi Bassi; l'ANIF aveva chiuso nel 1940.
Conclusosi il conflitto, Franken fece ritorno in quella che ormai era divenuta la nazione indipendente dell'Indonesia per girare film per conto del Servizio informazioni del governo olandese (Rijksvoorlichtingsdienst). Nel 1949 ripartì alla volta dei Paesi Bassi, continuando a lavorare per il governo. Morì il primo agosto 1953 a Lochem.

## Eredità culturale
Alla scomparsa di Franken, un necrologio del De Telegraaf lo ricordò come un pioniere del documentario nei Paesi Bassi e uno dei pochi professionisti nazionali creativi appartenenti al movimento delle avanguardie. Lo storico Peter Cowie lo ritenne sottovalutato e «un vero pioniere e un vero pilastro dell'evoluzione del documentario di solito attribuita esclusivamente a Joris Ivens». Heider in più considera Pareh e Terang Boelan «le due opere cinematografiche più importanti delle Indie orientali olandesi negli anni '30».
La Mannus Franken Foundation, atta a preservare l'eredità artistica del cineasta, venne fondata nel 1979.

## Filmografia parziale

### Regista
Cortometraggi
- Jardins du Luxembourg (1927)
- Pioggia, co-diretto con Joris Ivens (Regen; 1929)
- Branding, co-diretto con Joris Ivens (1929)

Lungometraggi
- Pareh - Il canto della risaia (Pareh), co-regia di Albert Balink (1936)
- Terang Boelan, regia di Albert Balink (1937)[N 1]
- Tanah Sabrang (1938)[13]

### Sceneggiatore
- Pareh - Il canto della risaia (Pareh), co-regia di Albert Balink (1936)

### Direttore della fotografia
- Pareh - Il canto della risaia (Pareh), co-regia di Albert Balink (1936) - con Joshua ed Othniel Wong

### Produttore
- Pareh - Il canto della risaia (Pareh), co-regia di Albert Balink (1936)
- Terang Boelan, regia di Albert Balink (1937)[N 2]

### Montatore
- Pareh - Il canto della risaia (Pareh), co-regia di Albert Balink (1936)